# Jarbidge (Nevada)
Jarbidge es un área no incorporada ubicada en el condado de Elko en el estado estadounidense de Nevada.

## Geografía
Jarbidge se encuentra ubicado en las coordenadas 41°52′25″N 115°25′55″O / 41.87361, -115.43194.